# 方守地
方守地（？—？），字周埏，號千里，山东济南府历城县民籍直隶滁州全椒县人。

## 生平
万历四十年（1612年）壬子科山东乡试第十二名举人，萬曆四十一年（1613年）联捷癸丑科進士会试八十二名，殿试三甲三十五名，授河南汝宁府商城县知县，擢兵部主事，泰昌元年（1620年）十一月捧尚方剑诣辽东，赐经略袁应泰。天啓元年奉差解宣府马价银二万二千余两。崇禎元年三月，由兵部郎中升四川副使，加升四川布政司左参政。

## 家族
祖父父复初，儒官；祖母孟氏，旌表贞节牌坊。父方東省，號月岗，乡里称长者。